# Senz
Senz es una localidad española perteneciente al municipio de Foradada del Toscar, en la Ribagorza, provincia de Huesca, Aragón. Su lengua propia es el aragonés mediorribagorzano.

## Patrimonio
- Iglesia parroquial de estilo románico lombardo, del siglo XII.[1][2]

## Festividades
- 29 de junio, en honor a San Pedro.[2]
- 15 de agosto, en honor a la Asunción[2]
- 16 de agosto, romería a la ermita de San Roque.[2]
- Primer domingo de mayo, romería a la ermita de San Roque junto con los vecinos de Viu.[2]